# Aloysius Gonzaga
Aloysius Gonzaga (Castiglione delle Stiviere (bij Mantua), 9 maart 1568 - Rome, 21 juni 1591) (eigenlijk Luigi Gonzaga) is een jonggestorven katholiek heilige.

## Leven
Luigi was de oudste zoon van Ferdinand Gonzaga, markgraaf van Castiglione, uit een zijtak van de familie Gonzaga. Lodewijk III Gonzaga was zijn betovergrootvader. Reeds als kind legde hij onder invloed van zijn moeder een grote vroomheid aan de dag. Als tienjarige werd hij aan het hof van de Medici te Brescia als page aangesteld. Vervolgens verbleef hij aan het hof van Filips II van Spanje.
De heilige kardinaal Carolus Borromeus, de aartsbisschop van Milaan, maakte op de jonge Luigi een grote indruk. In het jaar 1585 deed hij ten gunste van zijn broer Rudolf afstand van zijn rechten op het markgraafschap Castiglione. Tegen de wil van zijn familie in trad hij toe tot de Sociëteit van Jezus. Daar studeerde hij filosofie en theologie. Tevens had hij veel zorg voor de zieken en voor het waardig begraven van de armen. Toen in Rome een pestepidemie woedde, liet Aloysius niet na de zieken te helpen. Hij was 23 jaar oud toen hij zelf ziek raakte en stierf.

## Verering
Direct na zijn dood werd Aloysius al als een heilige beschouwd. Spoedig werd hij in de San Ignazio te Rome begraven. Zijn schedel werd later naar de Aloysius-basiliek in Castiglione delle Stiviere overgebracht. Reeds 14 jaar na zijn dood werd hij door paus Paulus V zalig verklaard. In 1726 werd hij samen met Stanislaus Kostka door paus Benedictus XIII heilig verklaard. In 1729 werd hij door dezelfde paus tot patroon van jonge studenten uitgeroepen. De Vlaamse hogeschool EHSAL, de Universitaire Faculteiten Sint-Aloysius, (UFSAL), het Sint-Aloysiusinstituut voor Verpleegkunde in Lier, het Sint-Aloysius college in Menen, de Facultés Universitaires Saint-Louis, het Sint-Aloysius College te Geel en het Aloysius College in Den Haag zijn naar hem vernoemd.
Ook geldt hij als beschermheilige van pestlijders. Als symbool van de kuisheid wordt hij ook in het bijzonder tegen seksuele verzoekingen aangeroepen. Ten slotte is hij patroon van de stad Mantua. Zijn feestdag is 21 juni.

## Iconografie
In de kunst wordt hij afgebeeld als jonge man met een zwarte soutane en een witte kraag, of als page. Zijn attributen zijn een lelie, symbool van de kuisheid, een kruis, dat vroomheid en offergezindheid uitdrukt, een schedel, hetgeen zijn vroege dood aanduidt en een rozenkrans, als uitdrukking van zijn bijzondere devotie tot de Maagd Maria.
- Bibliothèque nationale de France: cb12290060h (data)
- Catàleg d'autoritats de noms i títols de Catalunya: 981058518249406706
- Gemeinsame Normdatei: 118648306
- International Standard Name Identifier: 0000 0003 8172 2277
- Library of Congress Control Number: n86077964
- Nationale Bibliotheek van Letland: 000173366
- Bibliotheek van het Japanse parlement: 00621029
- Nationale Bibliotheek van Tsjechië: jn20030509001
- Nationale Bibliotheek van Polen: a0000001190386
- Nederlandse Thesaurus van Auteursnamen: 073005150
- Istituto Centrale per il Catalogo Unico: LO1V026451
- LIBRIS: 362878
- SNAC: w68054s5
- Système universitaire de documentation: 031741762
- Trove: 1506910
- Union List of Artist Names: 500353938
- Virtual International Authority File: 44361805
- WorldCat: E39PBJt8dJX6RThthv7G4WMF8C